# Jakob Semler (Schiedsrichter)

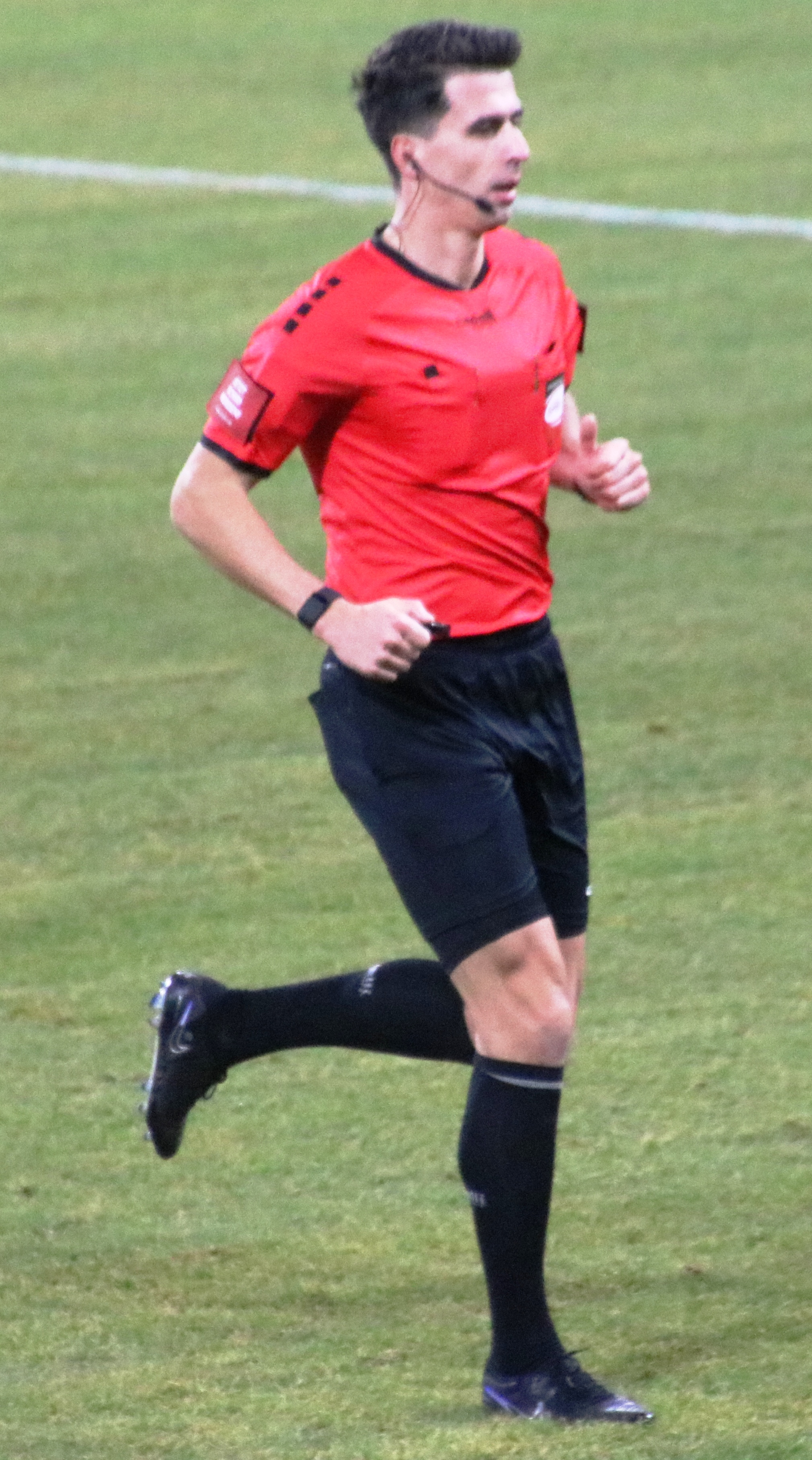
Jakob Semler (2024)

Jakob Semler (* 8. Mai 1991 in Liezen) ist ein österreichischer Fußballschiedsrichter. Er gehört dem Schiedsrichterkollegium des Steirischen Fußballverbands an. Seit Oktober 2023 leitet er Spiele der österreichischen Bundesliga und steht zudem seit Jänner 2025 auf der FIFA-Liste.

## Werdegang
Semler spielte zunächst selbst aktiv Fußball und brachte es bei seinem Heimatverein – dem SC Liezen – bis zu Einsätzen in der viertklassigen Landesliga. Nach seinem berufsbedingten Wegzug stellte er das Spielen ein, machte jedoch stattdessen 2012 einen Schiedsrichterlehrgang. Sechs Jahre später leitete er bereits Spiele der Regionalliga, bevor ihm zur Rückserie der Saison 2021/2022 der Aufstieg in die zweithöchste Leistungsstufe, die 2. Liga gelang. Am 7. Oktober 2023 debütierte Semler schließlich bei der Partie Austria Wien gegen Blau-Weiß Linz in der höchsten österreichischen Fußballliga – der Bundesliga.
Zum Jahresbeginn 2025 nominierte ihn die ÖFB-Schiedsrichterkommission für die FIFA-Liste. Das sorgte teilweise für Erstaunen und Kritik, da Semler zum Zeitpunkt der Meldung lediglich sechs Spielleitungen in der Bundesliga vorweisen konnte und auch weniger als die eigentlich erforderlichen zwei Jahre in der höchsten Spielklasse gepfiffen hatte. Dennoch bestätigte der Weltverband Semlers Meldung und nahm ihn auf die Liste auf, die ihn zur Leitung internationaler Partien berechtigt. Im März desselben Jahres gab er schließlich sein Debüt auf diesem Parkett; er leitete ein Qualifikationsspiel zur U-17-EM zwischen Litauen und Georgien. Sein erstes Herrenspiel leitete er im darauffolgenden Juli; in der 1. Qualifikationsrunde der UEFA Conference League war er bei Sutjeska Nikšić gegen Dinamo Brest im Einsatz.

## Persönliches
Semler lebt in Graz und ist als Prokurist und Vertriebsleiter bei der Raiffeisenbank tätig.